# 스미스씨 워싱턴에 가다
《스미스씨 워싱턴에 가다》(영어: Mr. Smith Goes to Washington)는 1939년 제작된 프랑크 카프라 감독의 드라마 영화이다. 우연히 상원의원이 된 제퍼슨 스미스가 부패 세력과 싸우는 이야기를 담었으며 제임스 스튜어트와 진 아서가 출연하였다. 조연으로는 클로드 레인즈, 에드워드 아놀드, 토머스 미첼 등이 출연하였다.
아카데미상에서는 11개 부문에 올라 각본상을 수상하였다. 미국 영화 연구소는 이 영화를 100대 영화 중에 29위에 올려놓았다.

## 줄거리
1930년대 후반, 이름 없는 서부 주의 주지사 휴버트 "해피" 호퍼는 사망한 미국 상원의원 샘 폴리의 후임으로 제퍼슨 스미스를 임명한다. 스미스는 보이 레인저스의 단장이며, 그의 임명은 주지사의 자녀들의 지지를 받는다. 부패한 정치 보스 짐 테일러는 자신이 직접 고른 꼭두각시를 임명하려 했고, 인기 위원회는 다른 후보를 원했다. 그러나 스미스는 정치에 대한 그의 순진함 때문에 조종하기 쉬울 것으로 예상되어 선택되었다.
스미스는 대중에게 존경받지만 비밀리에 부정직한 조셉 페인 상원의원의 보살핌을 받게 되는데, 페인은 스미스의 돌아가신 아버지의 친구였다. 스미스는 페인 상원의원의 딸 수잔에게 즉시 매력을 느낀다. 페인 상원의원의 집에서 스미스는 젊은 사교계 명사에게 매혹되어 안절부절못하며 수잔과 대화를 나눈다. 스미스의 순진하고 정직한 성격은 용서할 줄 모르는 워싱턴 언론이 그를 이용하게 하여, 스미스의 명성을 어리석은 1면 사진과 그를 촌뜨기로 낙인찍는 헤드라인으로 빠르게 더럽힌다.
스미스를 바쁘게 하기 위해 페인은 법안을 제안할 것을 제안한다. 스미스의 전임자 보좌관이었고 수년 동안 워싱턴과 정계에 몸담았던 그의 비서 클라리사 손더스의 도움으로 스미스는 고향 주의 일부 토지를 국립 소년 캠프를 위해 매입하는 연방 정부 대출을 승인하는 법안을 마련하며, 이는 미국 전역의 젊은이들이 상환하게 될 것이었다. 기부금은 즉시 쏟아져 들어온다. 그러나 제안된 캠프 부지는 이미 테일러의 정치기계가 구성하고 페인 상원의원이 지지하는 세출 법안에 포함된 댐 건설 부패 계획의 일부였다.
자신들의 부정부패 계획이 통과되도록 숭배하는 스미스를 십자가에 못 박고 싶지 않은 페인은 테일러에게 자신은 빠지겠다고 말하지만, 테일러는 페인이 주로 자신의 영향력을 통해 권력을 잡았음을 상기시킨다. 페인은 스미스에게 이 문제에 대해 침묵할 것을 조언한다. 다음날, 스미스가 상원에서 법안에 대해 발언할 때, 그의 주에 있는 정치 기계는 페인을 통해 스미스가 문제의 토지를 이미 소유하고 있다는 사기성 증거를 제시하며 자신의 법안으로 이익을 취하려 한다고 비난한다. 스미스는 페인의 배신에 너무 충격을 받고 화가 나서 자신을 변호하지 못하고 도망친다.
처음에는 스미스를 깔봤지만 그를 믿게 된 손더스는 그를 설득하여 그를 퇴출시키기 위한 투표 직전 상원에서 세출 법안을 연기하고 자신의 무죄를 증명하기 위해 필리버스터를 시작하게 한다. 자신의 무죄를 증명할 마지막 기회에서 그는 약 25시간 동안 쉬지 않고 이야기하며 미국의 자유 이상을 재확인하고 댐 계획의 진짜 동기를 밝힌다. 그러나 상원의원 중 누구도 납득하지 않는다.
선거구민들은 그를 중심으로 뭉치려 하지만, 뿌리 깊은 반대파는 너무 강력하여 모든 시도는 좌절된다. 테일러의 정치 기계의 영향력으로 인해, 스미스의 고향 주에 있는 신문과 라디오 방송국은 테일러의 명령에 따라 스미스가 말하는 내용을 보도하기를 거부하고 심지어 상원의원에게 불리하게 사실을 왜곡한다. 스미스를 지지하는 소식을 퍼뜨리려는 보이 레인저스의 노력은 테일러의 갱스터들에 의한 아이들에 대한 악랄한 공격으로 이어진다.
모든 희망이 사라진 것처럼 보이지만, 스미스가 극도의 피로에 가까워지자 상원의원들은 주의를 기울이기 시작한다. 페인에게는 마지막 비장의 카드가 있었다: 그는 스미스의 고향 주에서 온 편지와 전보 더미를 가져왔는데, 이는 일반인들이 그의 퇴출을 요구하는 것이라고 주장되었다. 그 소식에 거의 무너질 뻔한 스미스는 상원 의장의 친근한 미소에서 작은 희망을 발견한다. 스미스는 사람들이 자신을 믿을 때까지 계속 나아가겠다고 맹세하지만 즉시 기절한다. 죄책감에 압도된 페인은 상원 회의장을 떠나 총으로 자살을 시도하지만 주변의 상원의원들에 의해 저지된다. 그는 다시 상원 회의장으로 달려 들어가 전체 계획에 대한 고백을 외친다. 개심한 페인은 자신이 상원에서 퇴출되어야 한다고 주장하며 클라리사의 기쁨 속에 스미스의 무죄를 확인한다. 상원 의장은 뒤이은 혼란을 재미있게 지켜본다.
- 뒷창문으로 밤에 불 켜진 국회의사당 돔이 보이는 택시 안의 제퍼슨 스미스 상원의원과 그의 보좌관 클라리사 손더스
- 상원 의원들이 의도적으로 그를 무시하는 가운데 상원 회의장에서 필리버스터를 계속하는 스미스.
- 마지막 장면에서 사임을 요구하는 편지와 전보를 들고 상원에 있는 페인과 스미스

## 캐스팅
- 제임스 스튜어트 - 제퍼슨 스미스 의원
- 진 아서 - 클라리사 샌더스
- 클로드 레인즈 - 조셉 해리슨 페인 의원
- 에드워드 아놀드 - 짐 테일러
- 가이 키비 - 휴버트 호퍼
- 토머스 미첼 - 디즈 무어
- 유진 팔레트 - 칙 맥간
- H. B. 워너 - 애그뉴 의원
- 해리 캐리 - 상원의장

## 한국판 성우진(KBS)
- 김세한 - 제퍼슨 스미스(제임스 스튜어트)
- 권희덕 - 클라리사 산더즈(진 아서)
- 임종국 - 테일러(에드워드 아놀드)
- 신세인 - 멕퍼슨(그랜트 미첼)
- 황원 - 칙(유진 팔렛)
- 탁원제 - 페인(클로드 레인스)
- 이재명 - 하퍼(가이 키비)
- 설영범 - 노지(찰스 레인) / 라디오 해설자(H. V. 칼텐본)
- 이윤선 - 디즈(토머스 미첼)
- 이진화 - 맥켄의 아들(빌리 윌슨)
- 이봉준 - 국회의장(해리 캐리) / 그리피스(윌리엄 드마레스트)
- 유영환 - 쿡(딕 엘리어트) / 의원(포터 홀)
- 이연희 - 페인의 딸(아스트리드 앨윈)
- 신흥철 - 스위니(잭 칼슨)
- 이규화 - 의원(스탠리 앤드류스)
- 김영민 - 원내총무(H. B. 워너)
- 강구한 - 의원(피에르 왓킨)
- 정옥주 - 스미스의 어머니(벨루아 본디)
- 김태웅 - 의원(존 딜슨)
- 유연자 - 리처드(딕키 존스)